# Miconia ceramicarpa
Miconia ceramicarpa är en tvåhjärtbladig växtart som först beskrevs av Dc., och fick sitt nu gällande namn av Célestin Alfred Cogniaux. Miconia ceramicarpa ingår i släktet Miconia och familjen Melastomataceae. Utöver nominatformen finns också underarten M. c. crozieriae.